# Donja Ljubogošta
Donja Ljubogošta (cyr. Доња Љубогошта) – wieś w Bośni i Hercegowinie, w Republice Serbskiej, w mieście Sarajewo Wschodnie, w gminie Pale. W 2013 roku liczyła 393 mieszkańców.